# Zhongping, Hainan
Zhongping är en köpinghuvudort i Kina. Den ligger i provinsen Hainan, i den södra delen av landet, omkring 120 kilometer söder om provinshuvudstaden Haikou. Antalet invånare är 7 798. Befolkningen består av 3 581 kvinnor och 4 217 män. Barn under 15 år utgör 22,0 %, vuxna 15-64 år 69 %, och äldre över 65 år 7,0 %.
Runt Zhongping är det tätbefolkat, med 356 invånare per kvadratkilometer. Närmaste större samhälle är Heping, 11,9 km söder om Zhongping. I omgivningarna runt Zhongping växer i huvudsak städsegrön lövskog.
Genomsnittlig årsnederbörd är 2 185 millimeter. Den regnigaste månaden är september, med i genomsnitt 364 mm nederbörd, och den torraste är januari, med 20 mm nederbörd.